# Karl R. Gegenfurtner
Karl Reiner Gegenfurtner (* 1961) ist ein deutscher Psychologe und Professor für Allgemeine Psychologie an der Justus-Liebig-Universität Gießen.

## Akademischer Werdegang
Gegenfurtner studierte von 1981 bis 1986 Mathematische Psychologie und Experimentelle Psychologie an der Universität Regensburg und schrieb seine Diplomarbeit über die Auswirkungen der Anpassung auf die Farbunterscheidung. Von 1986 bis 1990 promovierte Gegenfurtner an der Universität New York in experimenteller Psychologie. Anschließend arbeitete er bis 1990 als Postdoktorand am Howard Hughes Medical Institute und am Center for Neural Science an der Universität in New York bei Anthony Movshon. 
Von 1993 bis 2000 war er zudem als wissenschaftlicher Mitarbeiter am Max-Planck-Institut für biologische Kybernetik in Tübingen tätig. 1998 habilitiert er sich in medizinischer Psychologie und Verhaltensneurobiologie an der medizinischen Fakultät an der Eberhard Karls Universität Tübingen. Im gleichen Jahr erhielt er ein Heisenberg-Stipendium der Deutschen Forschungsgemeinschaft.
Im Jahr 2000 war Gegenfurtner für ein Jahr Professor für Biologische Psychologie an der Otto-von-Guericke-Universität Magdeburg, bevor er die Stelle als Professor für Allgemeine Psychologie an der Justus-Liebig-Universität Gießen annahm, die er bis heute innehat. Seit 2014 ist er Sprecher des Projekts Kardinale Mechanismen der Wahrnehmung: Prädiktion, Bewertung, Kategorisierung der Deutschen Forschungsgemeinschaft.
Im Jahr 2019 war Gegenfurtner als Gastwissenschaftler an der Universität von Sydney tätig und forschte mit Bart Anderson und Felix Wichmann an Cues, die der Wahrnehmung von Form, Farbe und Material zugrunde liegen.

## Forschungsschwerpunkt
Gegenfurtners Schwerpunkt ist die Wahrnehmungspsychologie. Insbesondere widmet er sich der visuellen Informationsverarbeitung, der Farbwahrnehmung, der visuellen Wahrnehmung von Materialeigenschaften und der Wahrnehmung und Handlung. Sein spezielles Interesse liegt in der Erforschung des Zusammenhangs zwischen der elementaren sensorischen Verarbeitung, höheren visuell kognitiven Prozessen und visuell gesteuertem Verhalten.
 Visuelle Wahrnehmung von Materialeigenschaften
Im Jahr 2009 erhielt Gegenfurtner im Rahmen des Reinhart Koselleck-Programms der Deutschen Forschungsgemeinschaft Fördermittel zur Erforschung der Wahrnehmung von Materialeigenschaften über einen Zeitraum von fünf Jahren. In diesem Projekt untersuchte er zum einen, wie Menschen auf der Basis von rein visuellen Reizen die materiellen Eigenschaften von Objekten erkennen oder klassifizieren. Zum anderen erforschte er, wie die visuelle Wahrnehmung und das Ertasten von Objekten zusammenwirken.
 Farbwahrnehmung bei natürlichen Objekten
Im Jahr 2020 wurde Gegenfurtners Forschungsprojekt Color 3.0: An object-oriented approach to color im Rahmen des ERC Advanced Grants von der Europäischen Union akzeptiert und für fünf Jahre gefördert. Sein Ziel ist es, mithilfe von Virtual Reality und Deep Learning ein grundlegendes Verständnis für die neuronalen Schaltkreise der Farbwahrnehmung in der realen Welt zu erlangen. Insbesondere werden die Farbdimensionen Intensität, Farbton und Sättigung bei der Erforschung der Farbwahrnehmung von realen Objekten berücksichtigt. Gleichzeitig ermögliche seine Forschung einen Beitrag zu leisten zu einer besseren Farbwiedergabe und für effizientere Beleuchtungssysteme. Gegenfurtner betont 2020, dass mit diesem Projekt ein Paradigmenwechsel vom passiven Beobachter und Beurteiler zum aktiven Akteur stattfindet, der in einer virtuellen Welt natürliche Aufgaben bewältigt und sich mit dreidimensionalen Objekten in einer natürlichen Umgebung beschäftigt.

## Auszeichnungen
- 2024: Verriest-Medaille für herausragende Beiträge auf dem Gebiet des Farbsehens in Ljubljana, Slowenien[4]
- 2020: ERC Advanced Grant zum Farbsehen[12][13]
- 2016: Wilhelm-Wundt-Medaille der Deutschen Gesellschaft für Psychologie für  innovative Grundlagenforschung, Hinterfragung klassischer Lehrmeinungen und Erarbeitung wegweisender Befunde für neurowissenschaftliche Ansätze[15]
- 1998: Heisenberg Stipendiat der DFG[2]
- 1995: Attempto Wissenschaftspreis der Universität Tübingen für Tübinger Nachwuchswissenschaftler aus dem Bereich Neurowissenschaften zum Thema „Zeitliche und chromatische Eigenschaften von Bewegungsmechanismen“[16][17]
- 1995: Habilitationsstipendiat der DFG[2]

## Mitgliedschaften
- Ehrenmitglied der Deutschen Gesellschaft für Psychologie[18]
- Mitglied der Wilhelm-Wundt-Gesellschaft e.V[19]
- Mitglied der Nationalen Akademie der Wissenschaften Leopoldina[20]

## Sonstiges
Gegenfurtner hat einen Youtube-Kanal, auf dem er seine Vorlesungen in den Modulen Wahrnehmungspsychologie und Sinnesphysiologie im Bachelorstudiengang Psychologie an der Justus-Liebig Universität Gießen online stellt.
Im Jahr 2009 war Gegenfurtner Juror im Dissertationswettbewerb der Fachgruppe Allgemeine Psychologie der Deutschen Gesellschaft für Psychologie in Rauischholzen/Gießen.
Im Jahr 2018 war Gegenfurtner zusammen mit David Brainard und Anya Hurlbert als Experte für Farbsehen und Farbwahrnehmung in der Panel Discussion des Podcastes der Universität Oxford eingeladen. Grund hierfür war, die mediale Aufmerksamkeit zur unterschiedlichen Farbwahrnehmung eines Kleides im Jahr 2015. Betrachtende sahen dieses entweder in den Farben weiß und gold oder in den Farben schwarz und blau. Gegenfurtner erklärt, dass die unterschiedliche Farbinterpretation auf die Gewichtung der Beleuchtung zurückzuführen ist.
Zudem nahm er 2019 an den Turrell-Lectures in Berlin teil. In diesen Lesungen widmen sich Personen unterschiedlicher akademischer Hintergründe der begehbaren Lichterskulptur des US-Amerikaners James Turrell in der 1928 erbauten Kapelle des Dorotheenstädtischen Friedhofs in Berlin. In diesem Kontext wird die Frage erörtert, welche Bedeutung Licht und Farbe für das menschliche Denken und Empfinden hat.

## Veröffentlichungen (Auswahl)
- Perceptual ripening of oranges, 2024, i-Perception 15(4), https://doi.org/10.1177/20416695241258748
- mit Alexander Goettker: Individual differences link sensory processing and motor control, 2024, Psychological Review. Advance online publication, https://doi.org/10.1037/rev0000477
- Wahrnehmungspsychologie: Der Grundkurs, Springer, 2023, ISBN 978-3-662-65145-2
- Colour Calibration of a Head Mounted Display for Colour Vision Research Using Virtual Reality, 2021, SN COMPUT Sci 2022;3(1), doi:10.1007/s42979-021-00855-7
- mit Christoph Witzel: Are red, yellow, green, and blue perceptual categories?, 2018, Vision Research, 151, 152-163, https://doi.org/10.1016/j.visres.2018.04.002
- The interaction between vision and eye movements, 2016, Perception, 45(12), 1333-1357, https://doi.org/10.1177/0301006616657097
- Color Vision, 2013, Cambridge University Press, ISBN 978-0-521-59053-2
- Gehirn und Wahrnehmung: Eine Einführung, 2011, Fischer, ISBN 978-3596190218
- Schütz AC, Braun DI, Gegenfurtner KR (2011): Eye movements and perception: a selective review. J Vis 11(5):1–30. https://doi.org/10.1167/11.5.9.
- Cortical mechanisms of colour vision, 2003, Nature Reviews Neuroscience, 4, 563–572, https://doi.org/10.1038/nrn1138